# Mecanică Fină
Mecanică Fină București este o companie specializată în producția aparatelor de măsură și control din România.
Societatea Mecanică Fină activează în domeniul producției de aparatură și instrumente de măsură, verificare și control (cu excepția echipamentelor de măsură, reglare și control pentru procesele industriale).
Societatea produce diferite tipuri de manometre, presostate, termostate, conectori, cronotahografe.
Toate acestea sunt atestate metrologic și poartă marca Mecanică Fină.
Compania a fost înființată în anul 1923 ca Societatea de Exploatări Tehnicev.
Ulterior, în anul 1991, societatea s-a divizat în patru companii, cea mai importantă fiind societatea Mecanică Fină SA.
Acționarul majoritar al companiei este Mol Invest SA, care controlează 88,6% din capitalul social.
Cifra de afaceri în 2005: 12,1 milioane lei (3,4 milioane euro)